# Стахіоза
Стахіоза — полісахарид, близький за складом і властивостями до інуліну. Міститься в стахіс, сої (3 %), бобах квасолі (1,6 %) і пшениці м'якої озимій (0,26 %), а також по 1 % в горосі, сочевиці, маші і нуті. Практично не розщеплюється в тонкій кишці, але є дуже сприятливим середовищем для корисної мікрофлори кишки. При розщепленні бактеріями в кишці може спричинити здуття живота і розлади травлення.